# Clamart
Clamart és un municipi francès, situat al departament d'Alts del Sena i a la regió d'Illa de França. L'any 2004 tenia 49.400 habitants.
Forma part del cantó de Clamart i del districte d'Antony. I des del 2016, de la divisió Vallée Sud Grand Paris de la Metròpolis del Gran París.